# Zabarîne, Hola Prîstan
Zabarîne (în ucraineană Забарине) este un sat în comuna Rîbalce din raionul Hola Prîstan, regiunea Herson, Ucraina.

## Demografie
Componența lingvistică a localității Zabarîne
     Ucraineană (93,27%)
     Rusă (6,73%)
Conform recensământului din 2001, majoritatea populației localității Zabarîne era vorbitoare de ucraineană (93,27%), existând în minoritate și vorbitori de rusă (6,73%).